# Pierre Iacoponelli
Pierre Maurice Iacoponelli, né le 8 juillet 1924 à Rueil-Malmaison et mort le 16 juin 2011 à Saint-Martin-Vésubie, est un coureur cycliste sur piste français, spécialiste de la vitesse.

## Biographie
En 1940, il entre au Club Vélocipédique Moulineaux-Vaugirard. Membre de l’école des Jeunes Cyclistes de Saint-Cloud,, il gagne le Premier Pas sur Piste en 1941, et est qualifié pour la grande finale de la course de la Médaille sous les couleurs du club sportif clodoaldien,.
Il remporte son premier grand succès lors du Grand Prix Cyclo-Sport de vitesse amateur en 1942. En 1943, il est champion de l'Ile de France de vitesse.
En 1944, il est troisième du championnat de France de vitesse professionnels, derrière Georges Senfftleben et Louis Gérardin. Il se classe également troisième de cette compétition en 1946 et 1948.
Au Grand Prix de Paris 1945 , il termine deuxième derrière Marc Cautenet. En 1946, il remporte le Grand Prix d'Angers. Il s’adjuge le Grand Prix de l'UCI en 1948. Iacoponelli a également participé à des courses de six jours.
Durant les championnats de France 1948, il fait une séance de 45 minutes de surplace au cours du ¼ de finale contre André Degelas,.

## Palmarès sur piste

### Championnat de France
- 1944
  - 3e du championnat de France professionnels
- 1946
  - 3e du championnat de France professionnels
- 1948
  - 2e du championnat de France professionnels
- 1949
  - 3e du championnat de France professionnels

### Six jours
- Aarhus : 3e en 1955 avec Ferdinando Terruzzi

### Grand Prix
- Grand Prix Cyclo-Sport de vitesse : 1942
- Prix Edmond Jacquelin 1942[14]
- Prix Ernest Kaufmann 1943[15]
- Prix Ludovic Morin 1943[16]
- Prix Jean Devoissoux 1943[17]
- Grand Prix d'Angers : 1946
- Grand Prix de l'UCI : 1949[18]
- Prix Hourlier-Comès: 3e en 1951 avec Bernard Bouvard
- Prix du Salon : 3e en 1953 avec Claude Brugerolles

## Vie privée
Il se marie le 1er septembre 1949 à Cannes avec Melle Moulin, fille de M. Moulin directeur des cycles Mercier.